# Іванчук Адріан Михайлович
Адріан Михайлович Іванчук (нар. 17 вересня 1903, містечко Струсів, нині село Теребовлянського району Тернопільської області —пом. 23 вересня 1951, там само) — український поет, член Спілки письменників України.

## Біографія
1929—1933 входив до літетурної організації «Горно».
Навчався на філософському факультеті Львівського університету. Друкувався у львівських журналах «Світло», «Нові шляхи», «Вікна» та ін.
Брав участь в Антифашистському конгресі діячів культури у Львові (1936).
Двічі ув'язнений у Березі Картузькій (1934, 1937), звільнений у вересні 1939.
Вчителював у селах Струсів і Кровинка Теребовлянського району.
Помер А. М. Іванчук 23 вересня 1951 року у Струсові, де і похований.

## Творчість
Автор прозових творів (неопубліковані) та живописних полотен.
Вибрані поезії надруковані у збірці «Революційні поети Західної України» (К., 1958), книзі „Полум'яні рядки: Художні твори західноукраїнських пролетарських письменників на сторінках журналу «Вікна» (1927—1932 рр.)“ (Л., 1981), бібліотечці газети «Воля» (Теребовля, 1993) та ін.

### Видання творів
- Іванчук А. М. Вікінг; Тінь; Вісті; Безробітні; Там у полі…!; З хліва останню худобину: [З поет. спадщини] //Трудова слава. — 1973. — 15 берез.
- Іванчук А. Поезії //Революційні поети Західної України. — К., 1958. — С.303-322.
- Іванчук А. «Як зникла снів веселкова картина…»; Косар; Травневий день: [Вірші] //Тернопіль: Тернопільщина літературна. Дод. № 2. — Тернопіль, 1991. — С.18-19